# Norddeutsche Fußballmeisterschaft 1920/21

Logo des Hamburger SV

Die norddeutsche Fußballmeisterschaft 1920/21 war der 15. vom Norddeutschen Fußball-Verband organisierte Wettbewerb. Sieger wurde erstmals der Hamburger SV. Bei der deutschen Meisterschaft erreichten die Hamburger das Viertelfinale. 
Zum zweiten Mal nach 1913/14 machte der Verband den Versuch, eine regionale „Norddeutsche Liga“ zu etablieren, diesmal in zwei Staffeln (Nordkreis und Südkreis) mit jeweils zehn Mannschaften. Die beiden Gruppensieger ermittelten in Hin- und Rückspiel den Nordmeister. In dieser zweigleisigen Form wurde die Meisterschaft nur dieses eine Mal durchgeführt. Absteiger gab es nicht.

## Ergebnisse

### Nordkreisliga
In der Nordkreisliga spielten Vereine aus den Bezirken Hamburg-Altona, Kiel und Nordhannover (Schleswig, Lübeck, Mecklenburg und Vorpommern hatten keinen Ligaverein).
| Pl. | Verein           | Sp. | S  | U | N  | Tore    | Punkte |
| --- | ---------------- | --- | -- | - | -- | ------- | ------ |
| 1.  | Hamburger SV     | 18  | 16 | 2 | 0  | 065:190 | 34:20  |
| 2.  | Holstein Kiel    | 18  | 11 | 4 | 3  | 041:170 | 26:10  |
| 3.  | VfL Altona       | 18  | 12 | 2 | 4  | 046:250 | 26:10  |
| 4.  | Union 03 Altona  | 18  | 7  | 4 | 7  | 033:340 | 18:18  |
| 5.  | Eimsbütteler TV  | 18  | 7  | 3 | 8  | 021:230 | 17:19  |
| 6.  | Victoria Hamburg | 18  | 6  | 4 | 8  | 025:320 | 16:20  |
| 7.  | Kilia Kiel       | 18  | 4  | 6 | 8  | 030:430 | 14:22  |
| 8.  | Ottensen 07      | 18  | 4  | 4 | 10 | 027:410 | 12:24  |
| 9.  | St. Georg 1816   | 18  | 4  | 2 | 12 | 032:550 | 10:26  |
| 10. | Borussia Harburg | 18  | 0  | 7 | 11 | 013:440 | 07:29  |

### Südkreisliga
In der Südkreisliga spielten Vereine aus den Bezirken Bremen, Hannover und Braunschweig (Nordharz, Unterweser und Oldenburg hatten keinen Ligaverein).  Das Emsland sowie die Großräume Osnabrück und Göttingen gehörten zu dieser Zeit, und noch bis 1933, zum Westdeutschen Spielverband.
| Pl. | Verein                 | Sp. | S  | U | N  | Tore    | Punkte |
| --- | ---------------------- | --- | -- | - | -- | ------- | ------ |
| 1.  | Hannover 96            | 18  | 12 | 1 | 5  | 040:210 | 25:11  |
| 2.  | Bremer SV              | 18  | 10 | 3 | 5  | 030:210 | 23:13  |
| 3.  | ABTS Bremen            | 18  | 8  | 4 | 6  | 056:240 | 20:16  |
| 4.  | Werder Bremen          | 18  | 9  | 2 | 7  | 061:310 | 20:16  |
| 5.  | Arminia Hannover       | 18  | 8  | 4 | 6  | 055:360 | 20:16  |
| 6.  | Eintracht Braunschweig | 18  | 7  | 5 | 6  | 034:330 | 19:17  |
| 7.  | VfB Peine              | 18  | 7  | 4 | 7  | 037:440 | 18:18  |
| 8.  | Hannoverscher SC 02    | 18  | 6  | 3 | 9  | 033:430 | 15:21  |
| 9.  | Eintracht Hannover     | 18  | 7  | 1 | 10 | 030:500 | 15:21  |
| 10. | Sport Hannover         | 18  | 2  | 1 | 15 | 015:880 | 05:31  |

### Finale
Gespielt wurde am 10. und 24. April 1921.
| Datum   |              | Ergebnis |              |
| ------- | ------------ | -------- | ------------ |
| ?       | Hamburger SV | 3:1      | Hannover 96  |
| ?       | Hannover 96  | 0:8      | Hamburger SV |
| Gesamt: | Hamburger SV | 11:10    | Hannover 96  |

HSV: Martens – Agte, Schmerbach – Flohr, Ernst, Krohn – Kolzen, Breuel, Harder, Fick, Schneider (auch eingesetzt: Rave, Henning, Gröhl, Brandt)